# Alfred Raport
Alfred Raport (Puurs, 5 september 1892 - Leuven, 22 september 1965) was een Belgisch senator en Vlaamsgezind studentenleider. 

## Levensloop
Raport begon aan zijn studies aan de Katholieke Universiteit Leuven in 1910. Hij werd er een actief studentenleider en was medestichter van de Vlaamsgezinde studentenvereniging Amicitia. Hij bleef de naam in de herinnering bewaren en toen hij in de jaren 1950 medestichter en voorzitter werd van een vereniging van Vlaamse academici in het Leuvense, noemde hij die Amicitia nos lungit'.
Na de vier jaar legerdienst tijdens de Eerste Wereldoorlog, waarbij hij in het officierenkorps was ingedeeld, promoveerde hij in 1919 tot doctor in de rechten. Hij schreef zich in aan de balie van Leuven en bleef advocaat tot aan zijn dood. Hij was driemaal stafhouder van zijn balie.
Hij werd juridisch raadgever van de Belgische Boerenbond, eerst in samenwerking, vervolgens in opvolging van Emile Van Dievoet. De samenwerking met de Boerenbond bracht mee dat hij in 1932 werd verkozen als rechtstreeks gekozen senator in de Senaat, op de lijst van de katholieke partij voor het arrondissement Leuven. Hij beëindigde dit mandaat in 1936. In 1949 en 1950 nam hij nog als eerste plaatsvervanger plaats op de CVP-senaatslijst voor Leuven.
Van 1921 tot 1946 was hij gemeenteraadslid van Leuven. Hij was schepen van Financiën van 1927 tot 1931 en van 1938 tot 1944. Hoewel hem niets werd ten laste gelegd, maakte het feit dat hij onder de oorlog schepen was gebleven hem verdere politieke activiteit onmogelijk en hij nam ontslag.
Raport bleef zijn Vlaamsgezinde studentenjaren indachtig. In 1924 trad hij op als bemiddelaar bij rector Paulin Ladeuze, toen een hevig conflict was ontstaan met het Katholiek Vlaams Hoogstudenten Verbond. In 1950 werd hij lid van het vernieuwde IJzerbedevaartcomité. In augustus 1965, een maand voor zijn dood, sprak hij tijdens de IJzerbedevaart de traditionele 'eed van trouw aan Vlaanderen' uit.